# Regine Prange
Regine Prange (* 1958) ist eine deutsche Kunsthistorikerin und ehemalige Hochschullehrerin an der Johann Wolfgang Goethe-Universität Frankfurt am Main.

## Leben und Wirken
Prange studierte Kunstgeschichte, Neueren Geschichte, Klassischen Archäologie und Soziologie an den Universitäten München und Berlin. 1990 wurde sie mit der Schrift Das Kristalline als Kunstsymbol. Zur Reflexion des Abstrakten in Kunst und Kunsttheorie der Moderne in Berlin zur Dr. phil. promoviert. Anschließend arbeitete sie als wissenschaftliche Mitarbeiterin am Kunsthistorischen Institut der Universität Tübingen. 1998 schloss sie mit der Schrift Das ikonoklastische Bild. Piet Mondrian und die Selbstkritik der Kunst in Tübingen ihre Habilitation ab. Nach Lehrstuhlvertretungen an der der Humboldt-Universität zu Berlin und den Universitäten Frankfurt am Main und Marburg wurde sie 1999 in Marburg zur Universitätsprofessorin ernannt. Sie hatte dort den Lehrstuhl für Kunstgeschichte des 19. und 20. Jahrhunderts inne. 2001 wechselte sie auf den Lehrstuhl für Neuere und Neueste Kunstgeschichte, Kunst- und Medientheorie am Kunstgeschichtlichen Institut der Goethe-Universität Frankfurt am Main. Im Frühjahr 2025 wurde sie emeritiert.

## Forschungsschwerpunkte
Pranges Forschungsschwerpunkte liegen im Strukturwandel der Bildmedien in Neuzeit, Moderne und Gegenwart, der neuzeitlichen und modernen Kunsttheorie und Kunstphilosophie, den materialistische Ästhetiken sowie der Geschichte und Kritik des Faches Kunstgeschichte und seiner Methoden und der Ästhetik und Analytik des Kinofilms. Insbesondere zu letzterem Bereich war sie von 2005 bis 2009 eine der Leiterinnen des interdisziplinären DFG Reflexion der filmischen Räume. 2020 leitete sie das  Projekt Kunstwissenschaftliche Filmanalyse mit dem Fokus auf Jean-Luc Godard und insbesondere zu dessen Film Passion.

## Werke (Auswahl)
- Das Kristalline als Kunstsymbol – Bruno Taut und Paul Klee. Zur Reflexion des Abstrakten in Kunst und Kunsttheorie der Moderne. Georg Olms, Hildesheim 1991, ISBN 3-487-09487-8 (zugl. Dissertation).
- Jackson Pollock. Number 32, 1950. Die Malerei als Gegenwart. Fischer, Frankfurt am Main 1996, ISBN 978-3-596-11858-8.
- Der Verrat der Bilder. Foucault über Magritte. Rombach, Freiburg 2001, ISBN 978-3-7930-9250-6.
- Die Geburt der Kunstgeschichte. Philosophische Ästhetik und empirische Wissenschaft. Deubner, Köln 2004, ISBN 978-3-937111-06-3.
- Das ikonoklastische Bild. Piet Mondrian und die Selbstkritik der Kunst. Brill, Fink, München 2006, ISBN 978-3-7705-3994-9 (zugl. Habilitationsschrift).
- Kunstgeschichte 1750–1900. Eine kommentierte Anthologie. wbc academic, Darmstadt 2007, ISBN 978-3-534-17485-0.